# 泥海蜷
泥海蜷（学名：Terebralia palustris），又名齒海蜷螺，是海蜷科泥海蜷属的一种。

## 型態特徵
貝殼十分大型，約10公分，螺塔尖，有細橫刻紋。縫合溝比前種弱，貝殼灰褐色。

## 分佈
本物種見於台灣蘭嶼、綠島、澎湖、墾丁、台南安平及台灣西海岸的貝塚，還有印度尼西亚、阿拉伯半島東部及東非的肯雅。 
常栖息在红树林沼泽中。